# Spanyolországban történt légi közlekedési balesetek listája
A Spanyolországban történt légi közlekedési balesetek listája mind a halálos áldozattal járó, mind pedig a kisebb balesetek, meghibásodások miatt történt, gyakran csak az adott légiforgalmi járművet érintő baleseteket is tartalmazza évenkénti bontásban.

## Spanyolországban történt légi közlekedési balesetek

### 2008
- 2008. május 30. Egy ejtőernyősöket szállító sportrepülőgép lezuhant. 5 fő életét vesztette, 75 fő megsérült.[1]

### 2017
- 2017. október 12. Albacete, albacete-i katonai bázis közelében. Lezuhant egy Eurofighter Typhoon típusú vadászgép. A repülőgép pilótája a balesetben életét vesztette.[2]
- 2017. október 17. Torrejón de Ardoz légibázis mellett, Madrid közelében. Lezuhant egy F–18-as típusú vadászgép. A balesetben a gép pilótája életét vesztette.[3]

### 2018
- 2018. május 12. 15:40 körül, Vinebre. A német felségjelű, D-ETFT lajstromjelű, Mooney M20K 252 TSE típusú kisrepülőgép lezuhant. Három fő vesztette életét a balesetben. A gép a portugál Cascais városából tartott a reusi nemzetközi repülőtérre.[4][5]

### 2019

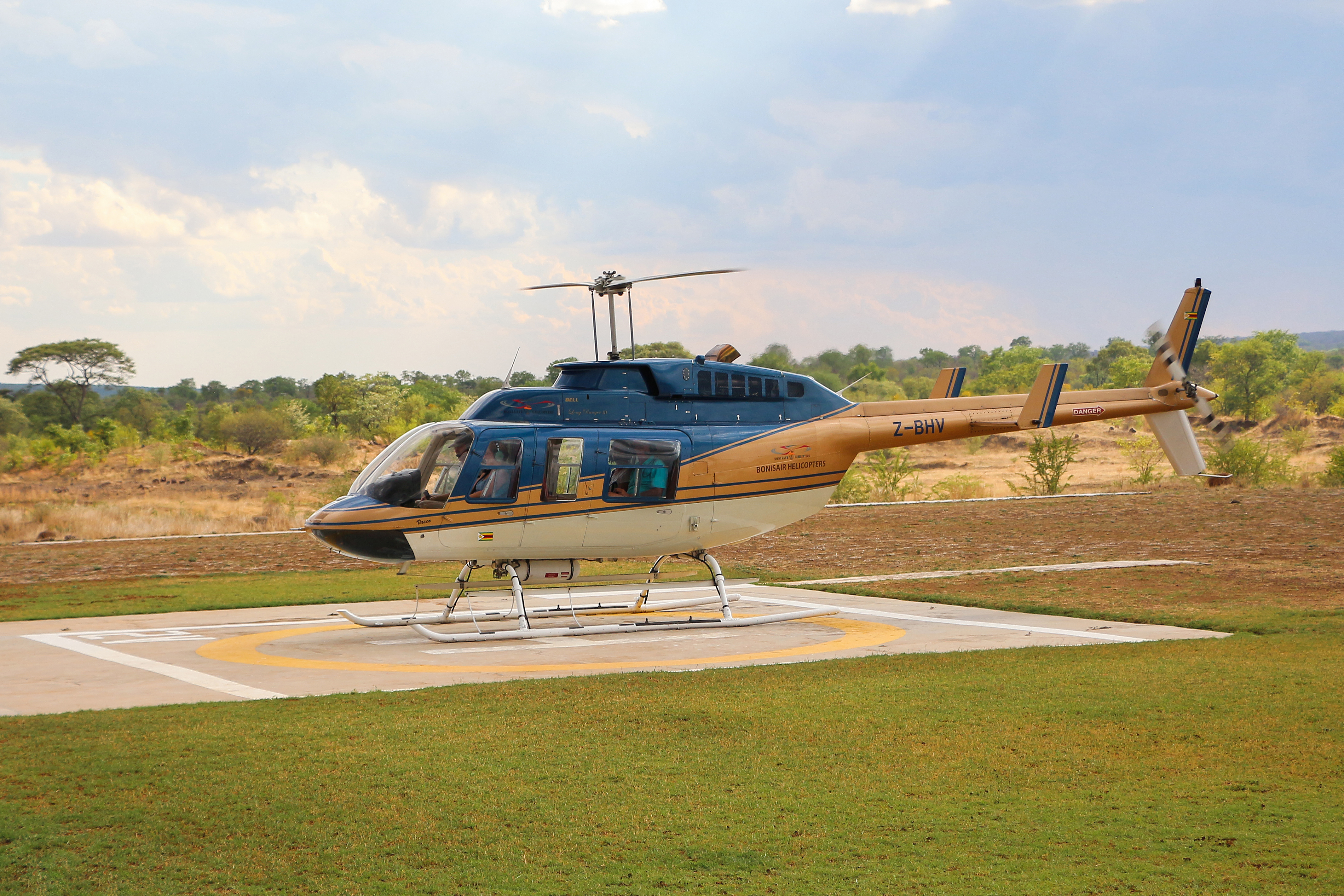
Egy Bell 206L3 LongRanger III, Bonisair típusú helikopter

- 2019. január 9. 14:00 körül, Mount Ernio. Egy Piper PA–28 Cherokee típusú kisrepülőgép lezuhant a rossz látási viszonyok miatt. a gép a portugál Cascais városának repülőteréről szállt fel és Hondarribia településre tartott. A balesetben kettő fő vesztette életét.[6]
- 2019. augusztus 25. 13:36, Inca, Mallorca. Összeütközött egy Bell 206 L3 LongRanger típusú helikopter és egy kétüléses kisrepülőgép és a helyi kórház közelében egy farmra zuhantak. Mindkét gép kigyulladt a baleset következtében. A balesetben a Rotorflug vállalat tulajdonában álló helikopteren egy négyfős német család és a gép olasz pilótája vesztette életét. A kisrepülőgépen két spanyol férfi vesztette életét.[7][8]
- 2019. augusztus 26., Manga del Mar Menor közelében a tengeren. Gyakorlórepülés közben lezuhant a Spanyol Légierő egyik CASA C–101 típusú vadászgépe. A pilóta katapultált, ám életét vesztette.[9]
- 2019. október 12., Madrid, Paseo de la Castellana sugárút. Egy ejtőernyős katona, Luis Fernando Pozo szakaszvezető, zászlóvivő fennakadt ejtőernyőjével egy lámpaoszlopon a spanyol nemzeti ünnepen tartott nagyszabású állami ünnepség helyszínén. A balesetben nem sérült meg senki.[10]